# Côte de Pennell
La côte de Pennell (en anglais : Pennell Coast) est la partie de côte de la Terre Victoria en Antarctique entre le cap Williams et le cap Adare.
La côte de Oates se trouve à l'ouest du cap Williams, tandis que la côte de Borchgrevink se trouve à l'est et au sud du cap Adare.
La côte de Pennell est nommée par le New Zealand Antarctic Place-Names Committee (NZ-APC) en 1961 d'après Harry Pennell, officier de la Royal Navy et commandant du Terra Nova, le navire de l'expédition Terra Nova (1910-1913).